# Pfarrkirche Vorderweißenbach

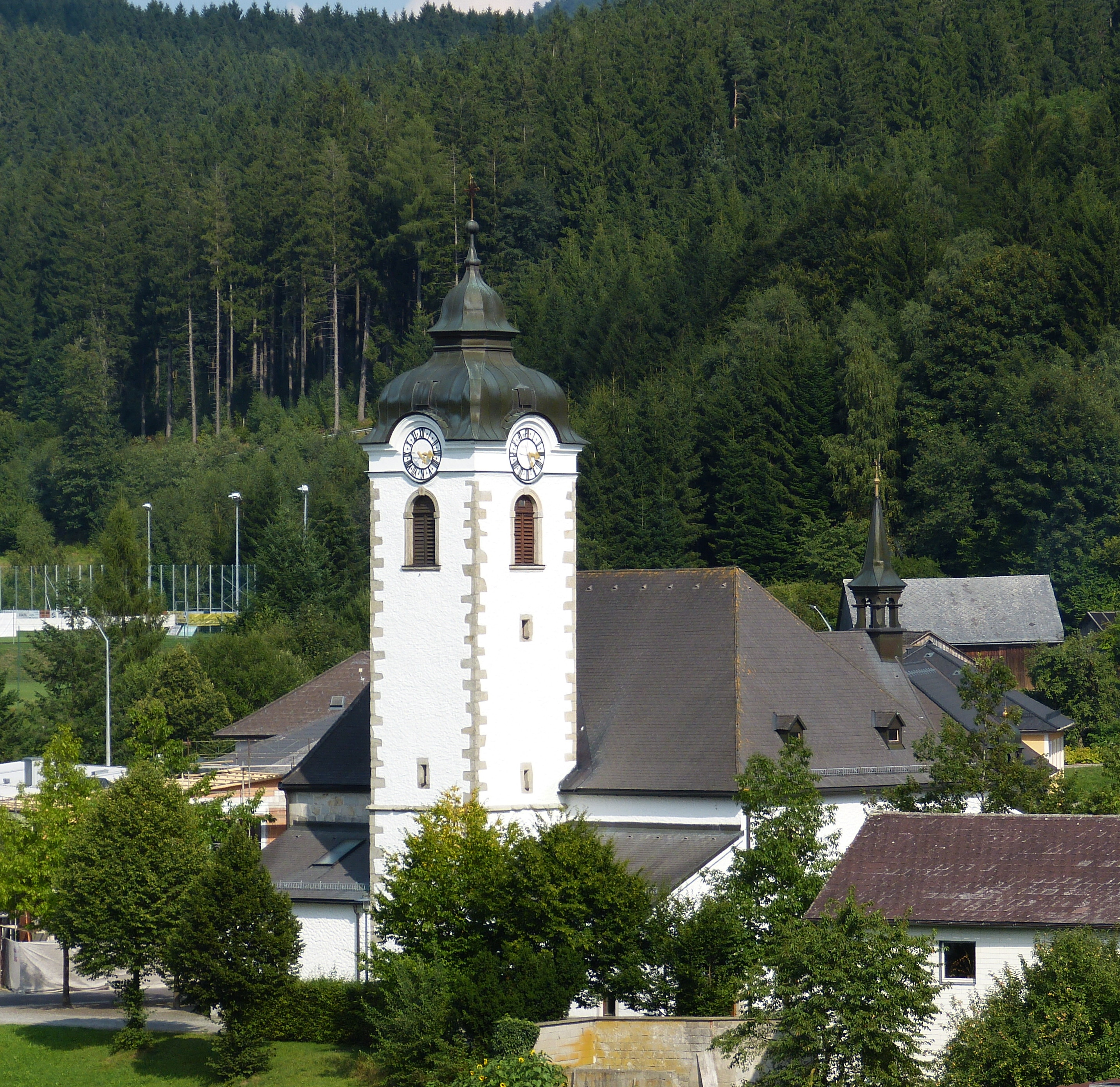
Pfarrkirche Vorderweißenbach

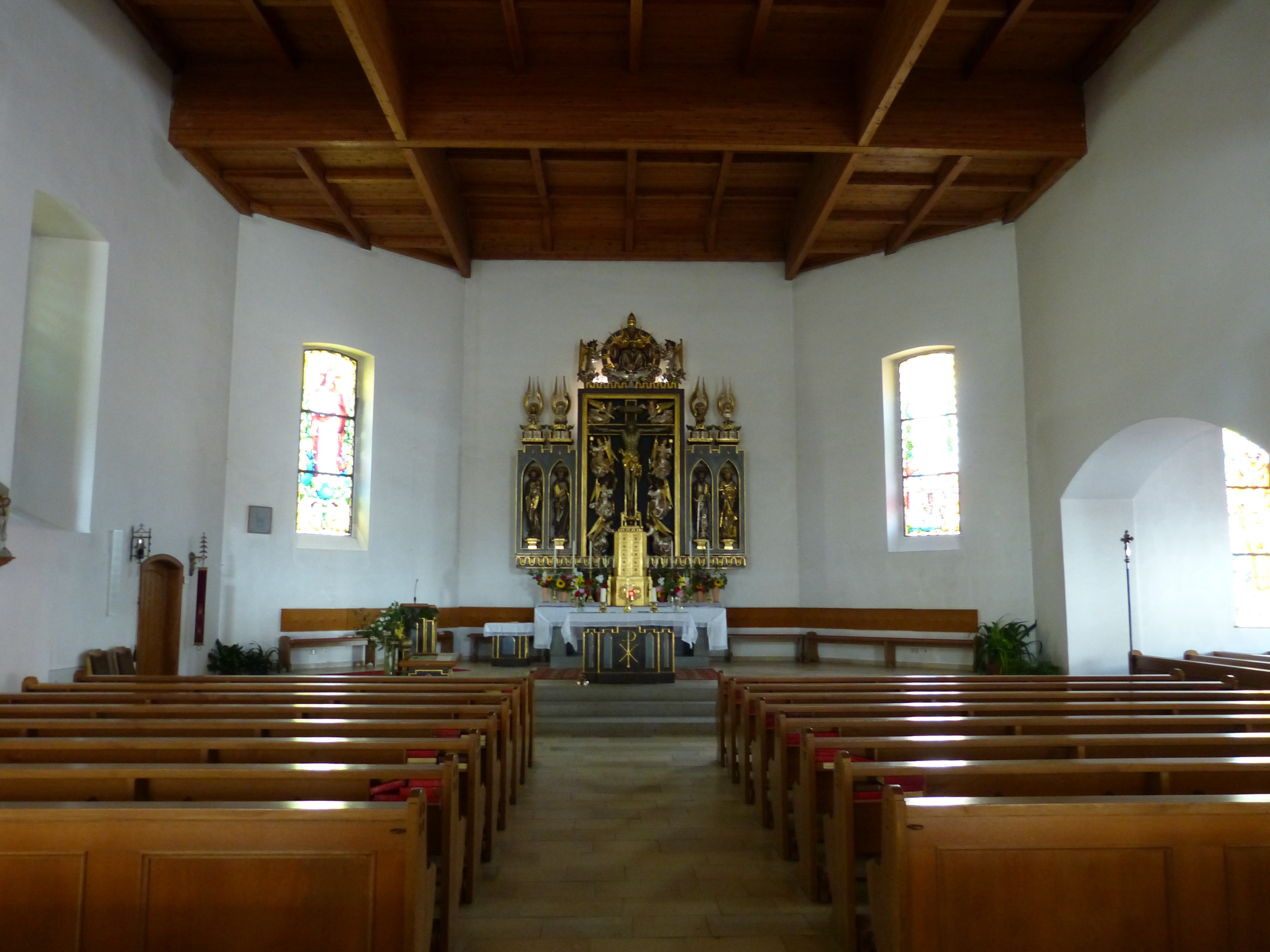
Innenansicht

Die römisch-katholische Pfarrkirche Vorderweißenbach steht in der Gemeinde Vorderweißenbach im Bezirk Urfahr-Umgebung in Oberösterreich. Die den hll. Petrus und Paulus geweihte und  dem Stift Wilhering inkorporierte Pfarrkirche gehört zum Dekanat St. Johann am Wimberg in der Diözese Linz. Die Kirche steht unter Denkmalschutz.

## Geschichte
Die Kirche in Vorderweißenbach wurde erstmals 1292 urkundlich erwähnt. Nachdem sie vorerst Filiale von Leonfelden war, wurde sie 1613 selbständige Pfarre des Stiftes Wilhering.

## Architektur
Die ursprünglich gotische im 15. Jahrhundert auf älteren Bauteilen erbaute Kirche wurde 1945 bis 1948 von Hans Feichtlbauer unter Verwendung älterer Bauteile in vergrößerter Form neu errichtet, wobei eine uneinheitliche Außenerscheinung entstand. Einige alte, gotische Teile sind noch erhalten, so etwa der Kirchturm, die gotische Apsis und das Portal aus um 1400. Im Jahre 1985 erfolgte ein weiterer Zubau und eine umfassende Renovierung.
Der Innenraum der Kirche wurde im Jahr 2019 umfassend renoviert und neue Technik (neues Lichtkonzept, Lautsprecher, Liedanzeige, ein Beamer mit Leinwand) eingebaut. Dies geschah unter großer Mithilfe der Pfarrbevölkerung.

## Ausstattung
Das Interieur der Kirche und die Fresken stammen großteils aus der Zeit um 1948, die Glasfenster aus dem Jahre 1960. Einige Figuren wurden im 19. Jahrhundert gefertigt. Die Orgel wurde 1985 von Herbert Gollini gebaut.